# Pálfy Gusztáv
Pálfy Gusztáv (Kiskunfélegyháza, 1942. március 28. – 2021. november 25.) Munkácsy Mihály-, Katona József- és Príma-díjas magyar szobrászművész.

## Életpálya
Gyermekkorát is ebben a polgárias iskolavárosban töltötte. Tanulmányait 1959-től 1961-ig Somogyi József növendékeként a budapesti Képző- és Iparművészeti Gimnáziumban, 1963-tól 1965-ig a Magyar Iparművészeti Főiskolán, majd 1965-től 1969-ig Pátzay Pál osztályában a Képzőművészeti Főiskolán végezte. Mesterének Somogyi Józsefet és Barcsay Jenőt tartja. 1969-től a Magyar Köztársaság Művészeti Alapjának, 1977-től a Képző-és Iparművészek Szövetségének, 1990-től a Magyar Alkotóművészek Országos Egyesületének a tagja. 1969-től a jelenkori magyar művészet aktív szereplője.
1970-ben Kecskeméten telepedett le, ahol azóta is él és dolgozik. Az évek során készített, mintegy hatszáz művének válogatott darabjait az 1983-ban kialakított galériáján gyűjtötte egybe. Az állandó tárlaton bronz anyagú portrék, domborművek, kisplasztikák, valamint köztéri szobrok makettjei láthatók. 
1971-től kiállítóművész. Eddigi pályafutása alatt mintegy százötven egyéni és közös bemutatón vett részt. Olykor rendhagyó helyszíneken, tárlatvezetéssel, a szobrászat lényegének láttatásával ismerteti az alkotásait. Művészi tevékenységéért számos elismerésben részesült, többek között 1983-ban megkapta a VI. Gabrovói Nemzetközi Humor és Szatíra Biennále Nagydíját. 2012-ben megjelentette az életútját és munkásságát összegző életműkötetét, melyben leírja gondolatait plasztikáiról, valamint közreadja történeteit és reflexióit is.
Szakmailag jelentős utazásai:
- 1973 Japán (Tokió, Hirosima)
- 1976 Finnország (Helsinki, Pori, Kemi)
- 1986 Lengyelország (Tarnow, Krakkó)
- 1988 Egyiptom (körutazás)
- 1989 Franciaország (Párizs)

## Munkássága
A szobrászat több ágát műveli. Kedvenc műfaja a portré, a dombormű és a kisplasztika. Gondolatai megjelenítésére az élet alapjelenségeivel foglalkozó kisbronzait érzi a legalkalmasabbnak. Korai életigenlő, lírai munkái után – nagy váltásként – elgondolkodtató, expresszív műveket alkotott. A később mintázott, olykor groteszk kisplasztikái az utóbbi időben elvontabbakká váltak. Megbízásra több nagy méretű köztéri szobrot is készített. Realisztikus domborművei, mellszobrai, kőből faragott térplasztikái az ország több városában megtalálhatók.
Bronzból kivitelezett alkotásai közül kitűnnek a természetvédelemmel foglalkozó munkái, melyek galvanoplasztikai eljárással készültek. Ebben a témakörben – olykor fotóművész barátaival együtt – számos figyelemfelkeltő kiállítást rendezett. A környezettudatos szemléletet erősítő művei többek között szülővárosa iskoláiban is megtekinthetők. Munkássága jelentős eredményének tartja, hogy a Petőfit ábrázoló alkotását a lengyelországi Tarnow-ban, és a dániai Viborg-ban is felállították. A Kecskemétet várossá formáló polgármesterről, Kada Elekről készített bronz mellszobra 2014. óta látható a megyeszékhely főterén.

## Közös kiállítások

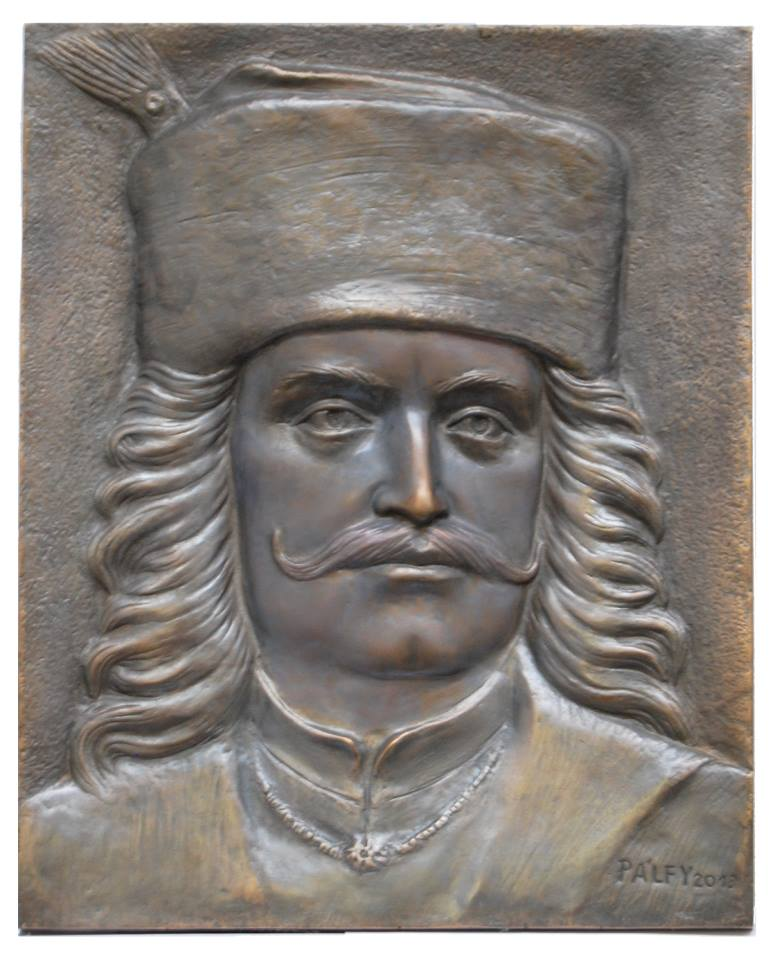
II. Rákóczi Ferenc, bronz dombormű, Kecskemét, Rákóczi út

- 1969 Művésztelepi Tárlat – Művészklub Kecskemét
- 1970 Tavaszi Tárlat – Damjanich Múzeum Szolnok
- 1970 Mezőgazdaság a művészetben – Balaton Múzeum Keszthely
- 1971 Testvérvárosi kiállítás – Képtár Szimferopol
- 1971 Bács-Kiskun megye Képzőművészei Budapesten
- 1971 Vadászati Világkiállítás – Műcsarnok Budapest
- 1973 Téli Tárlat – Katona József Múzeum Kecskemét
- 1974 Országos Nyári Tárlat – Debrecen
- 1974 Téli Tárlat – Kecskemét
- 1975 Nyári Tárlat – Kiállítócsarnok Mezőtúr
- 1975 Téli Tárlat – Katona József Múzeum Kecskemét
- 1976 Bács-Kiskun megye művészeinek tárlata – Szimferopol
- 1976 Nyári Tárlat – Kiskun Múzeum, Kiskunfélegyháza
- 1976 Nyári Tárlat – Damjanich János Múzeum – Szolnok
- 1977 Képzőművészeti Világhét Magyarországon – Csók Galéria Budapest
- 1977 Nyári Tárlat – Debrecen
- 1978 Területi Tárlat – Damjanich János Múzeum Szolnok
- 1978 Magyar Szobrászat – Műcsarnok Budapest
- 1978 Szabadtéri szoborkiállítás – Zánka
- 1978 Vásárhelyi Őszi Tárlat – Tornyai János Múzeum Hódmezővásárhely

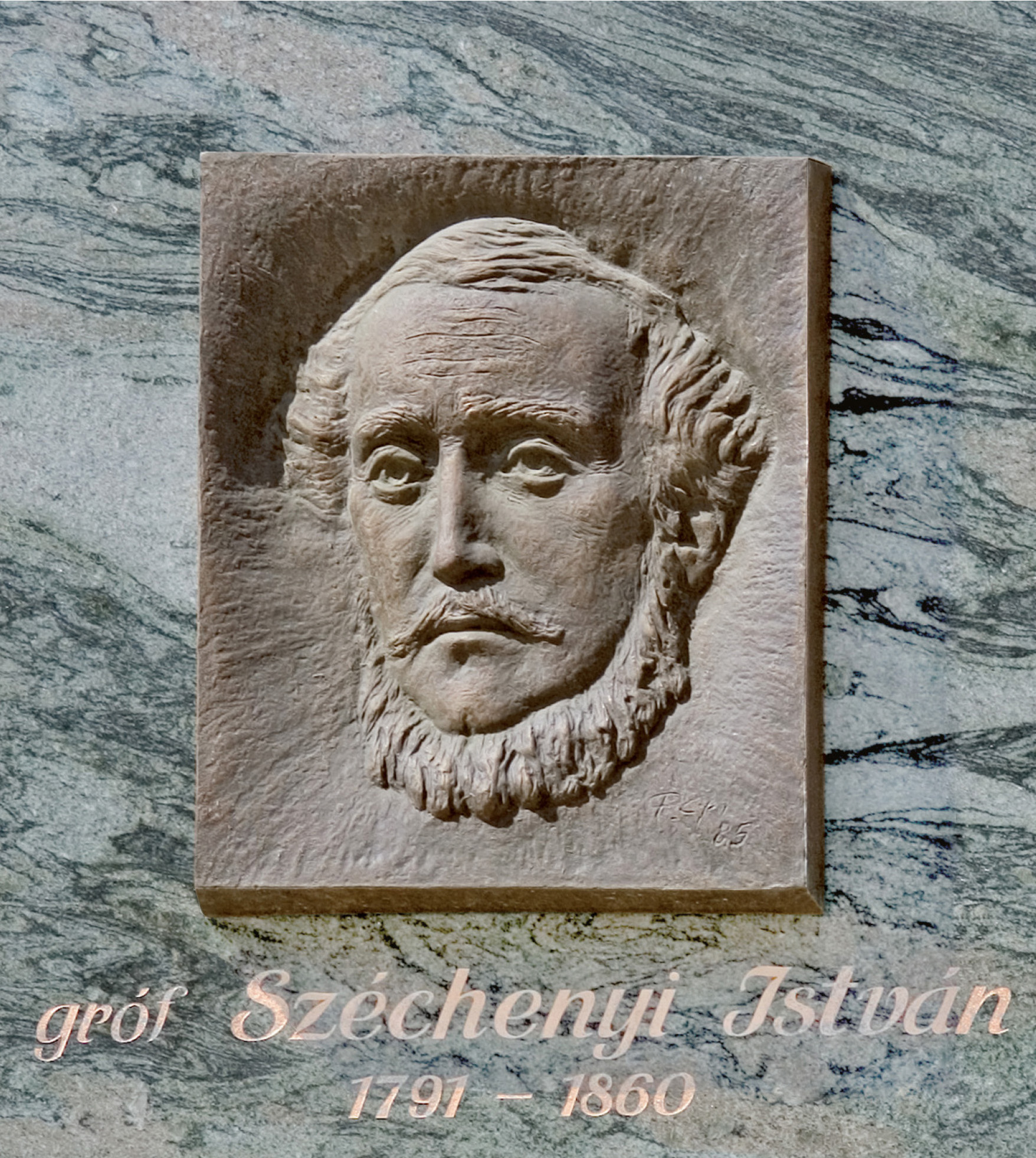
Széchenyi István, bronz dombormű, Budapest, Széchenyi István Gimnázium

- 1978 Téli Tárlat – Katona József Múzeum Kecskemét
- 1979 Nyári Tárlat – Kalocsa
- 1979 Nyári Tárlat – Damjanich János Múzeum Szolnok
- 1979 Kecskeméti művészek – Művelődési központ Zalaegerszeg
- 1979 Hódmezővásárhelyi Tárlatok – Műcsarnok Budapest retrospektív kiállítás
- 1979 Téli Tárlat – Katona József Múzeum Kecskemét
- 1980 Mezőgazdaság a képzőművészetben ’80 – Magyar Mezőgazdasági Múzeum Budapest
- 1980 Nyári Tárlat – Kalocsa
- 1980 Nyári Tárlat – Damjanich Múzeum Szolnok
- 1980 Téli Tárlat – Kiskun Múzeum Kiskunfélegyháza
- 1980 Kamarakiállítás – Megyei kórház Kecskemét
- 1981 VII. Országos Kisplasztikai Biennále – Pécsi Galéria
- 1981 XXII. Nyári Tárlat – Móra Ferenc Múzeum Szeged
- 1981 Magyar Képző- és Iparművészek Szövetségének Kiállítása – Történeti Múzeum Budapest
- 1981 Közép-magyarországi Területi Szervezet Nyári Tárlat – Művelődési központ Kecskemét
- 1982 SZÜV Országos Vándorkiállítás – Kecskemét, Debrecen
- 1982 Téli Tárlat, Kodály- és Bartók-évforduló jegyében – Művelődési központ Kecskemét
- 1983 Háború ellen a Békéért és Életért Nemzetközi Képzőművészeti Kiállítás – Unesco-palota Párizs
- 1983 Petőfi a Képzőművészetben Országos Pályázat – Művelődési központ Kiskőrös

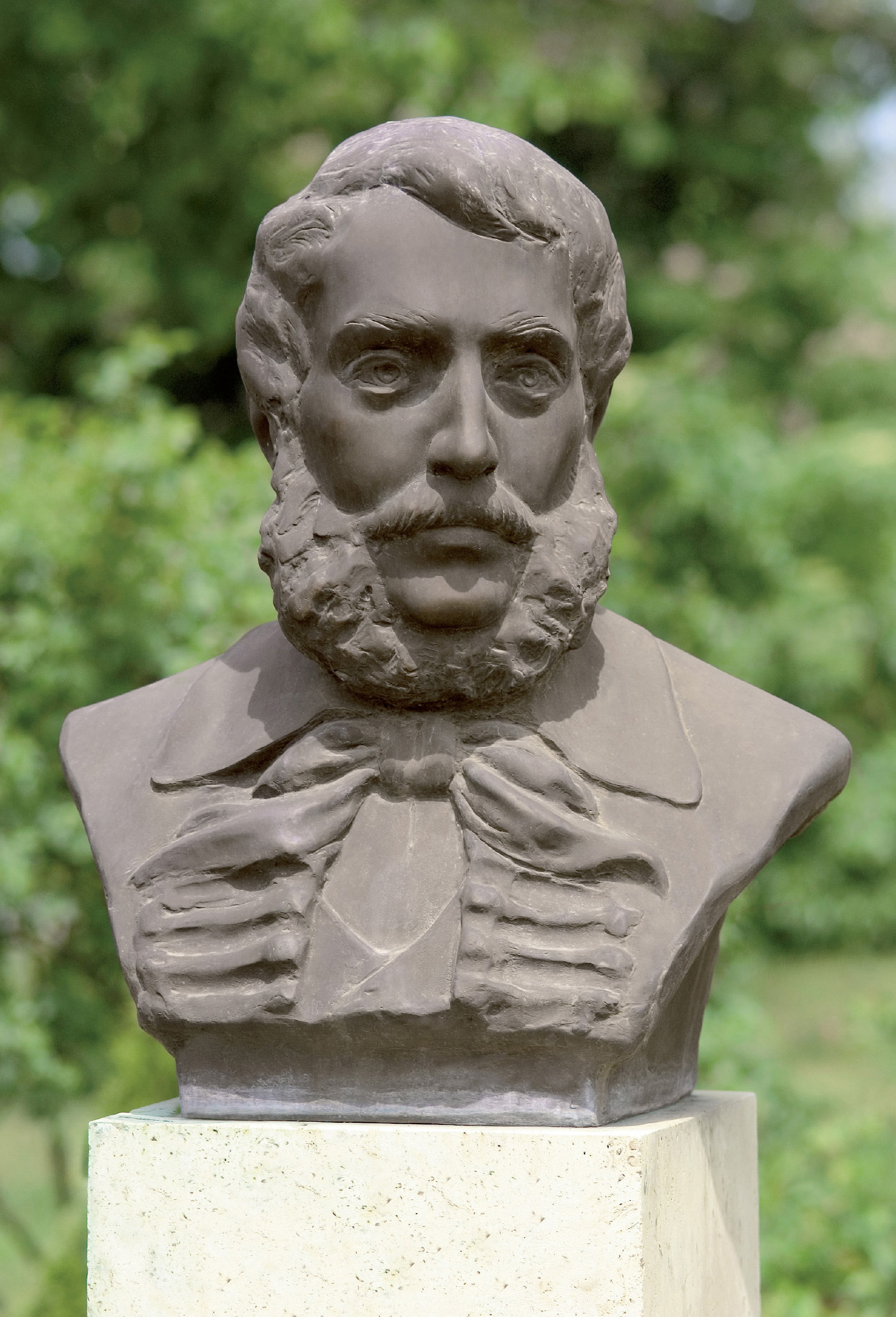
Kossuth Lajos, Kiskunfélegyháza, Blaha Lujza tér

- 1983 VI. Nemzetközi Humor Szatíra Biennále – Humor és Szatíra Háza Gabrovo
- 1983 Téli Tárlat – Türr István Múzeum Baja
- 1984 Ezüstgerely Országos Pályázat – Műcsarnok Budapest
- 1984 Nyári Tárlat – Móra Ferenc Múzeum Szeged
- 1984 Téli Tárlat – Művelődési központ Kecskemét
- 1985 Bács-Kiskun megyei művészek Budán – Bartók ’32 Galéria Budapest
- 1985 Közép-magyarországi Képzőművészek Tárlata – Tanítóképző Főiskola Baja, Szolnok
- 1985 VII. Nemzetközi Humor és Szatíra Biennále – Bulgária Gabrovo
- 1985 Arcok és Sorsok V. Portré Biennále – Hatvani Galéria
- 1986 Bartók 32 Galéria – Budapest
- 1986 Téli Tárlat – Damjanich János Múzeum Szolnok
- 1987 Bács-Kiskun megye bemutatkozik – Kiállítóterem Debrecen
- 1988 Tavaszi Tárlat – Műcsarnok Budapest
- 1988 Nyári Tárlat – Móra Ferenc Múzeum Szeged
- 1988 Téli Tárlat – Művelődési Központ Kecskemét
- 1989 Közép-magyarországi Képzőművészek Kiállítása – Szolnoki Galéria
- 1989 Tavaszi Tárlat – Műcsarnok Budapest
- 1989 Arcok és Sorsok VII. Országos Portré Biennále – Hatvani Galéria Hatvan
- 1989 Őszi Tárlat – Hódmezővásárhely
- 1989 Közép-magyarországi szervezet jubileumi kiállítása – Kecskeméti Képtár Kecskemét
- 1989 Téli Tárlat – Műcsarnok Budapest
- 1990 Kép ’90 – Műcsarnok Budapest

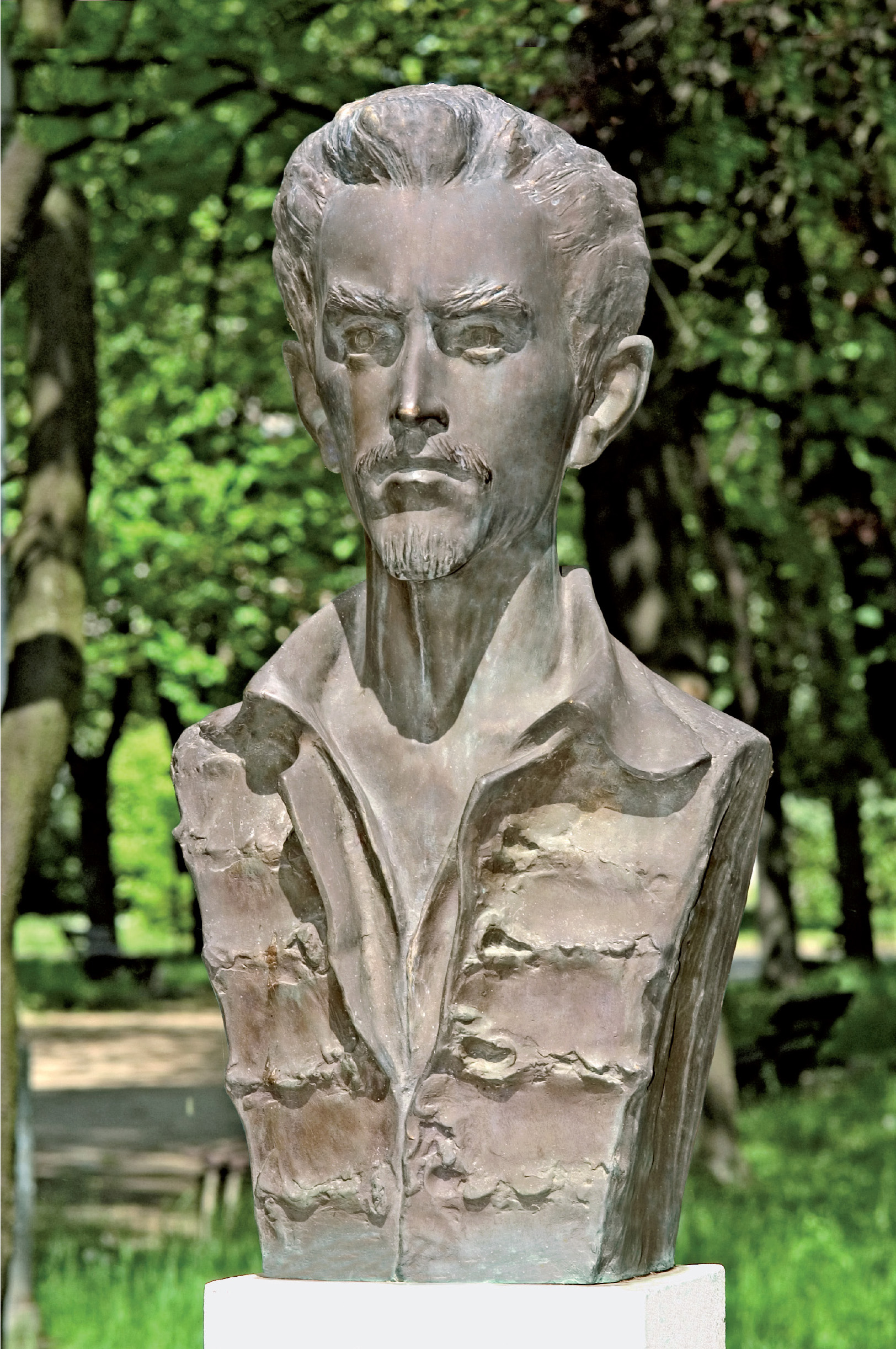
Petőfi Sándor, Kiskunfélegyháza, Blaha Lujza tér

- 1990 Közép-magyarországi Képzőművészek Tárlata – Művelődési Központ Kecskemét
- 1990 Téli Tárlat – Művelődési Központ Kecskemét
- 1991 Numen Adest – Művelődési Központ Kecskemét
- 1992 Téli Tárlat – Városi Kiállítóterem Kalocsa
- 1993 Téli Tárlat – Gyűjtemények Háza Kiskunhalas
- 1993 Ecce Homo, orsz. pályázat – Kecskeméti Képtár Kecskemét
- 1993 VII. Képzőműv. Triennále – Szolnoki Galéria Szolnok
- 1994 Magyar Képző- és Iparművészek Szövetsége Tavaszi Tárlata – Petőfi Csarnok Budapest
- 1994 Holocaust Emlékkiállítás – Zsinagóga Szekszárd
- 1994 Kis Szobor ’94 – Vigadó Galéria Budapest
- 1995 Kiskunsági Mozaik Képzőművészek Közösségének Tárlata – Művelődési Központ Kecskemét
- 1995 Kör. Tűz. Hely ’95 – Csontváry Galéria Budapest
- 1995 Télikert – Cifrapalota Kecskemét
- 1996 Egyházművészeti Kiállítás – Érseki Helynökség Díszterme Kecskemét
- 1996 Karácsonyi Tárlat – Kéttemplom Galéria Kecskemét
- 1996 Téli Tárlat – Művelődési Központ Kecskemét
- 1997 I. Tavaszi Tárlat ’97 – Művelődési Központ Kecskemét
- 1997 Karácsonyi Tárlat – Csók István Galéria Budapest
- 1998 Kecskemét Kultúrájáért Alapítvány Tárlata – Művelődési Központ Kecskemét
- 1998 Téli Tárlat – Cifrapalota Kecskemét
- 1998 Kecskeméti Képzőművészek Köre – Művelődési Központ Kecskemét
- 2000 II. Tavaszi Tárlat – Művelődési Központ Kecskemét
- 2000 1000 év, Magyar Szentek országos pályázat – Cifrapalota Kecskemét

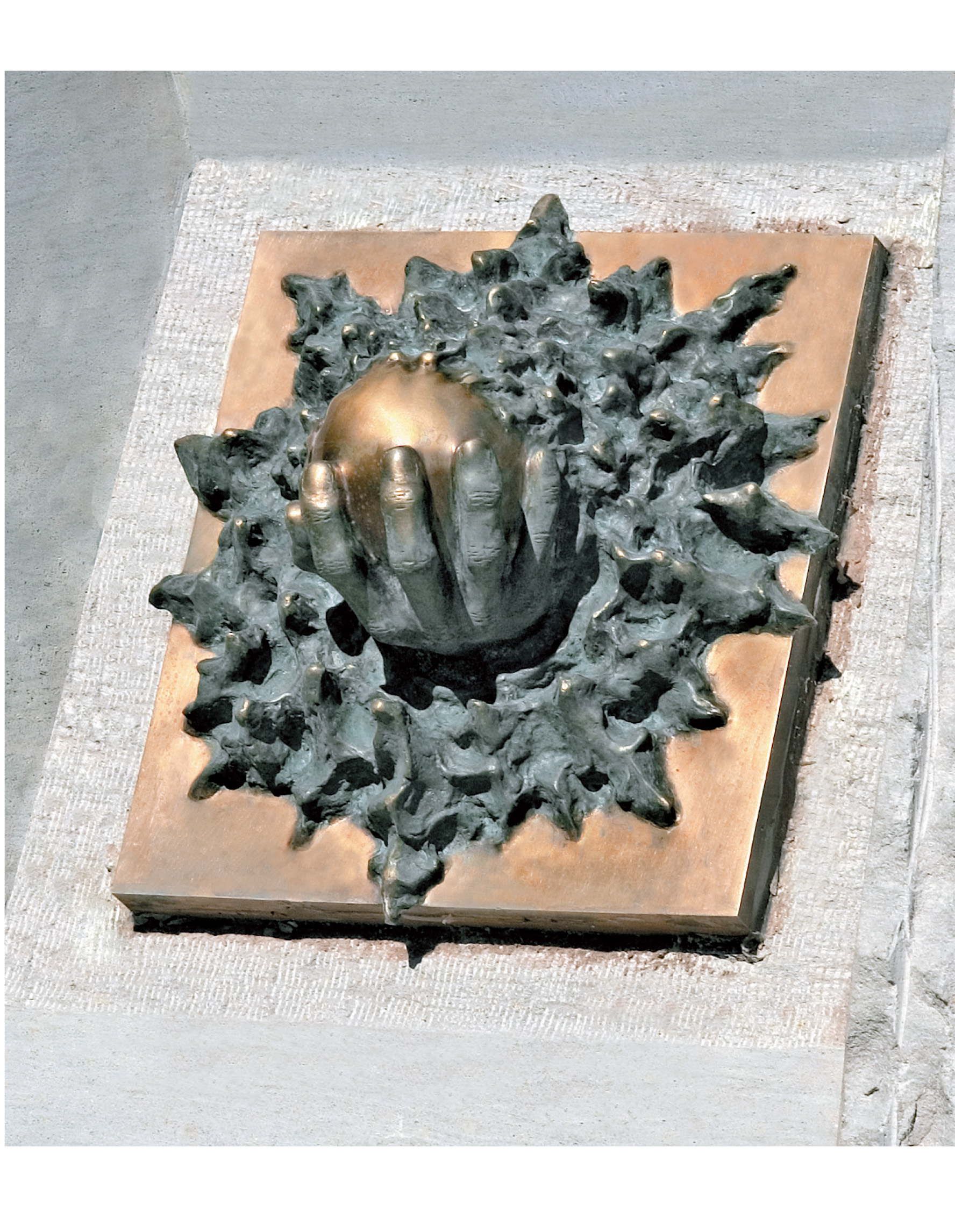
Világunk, Kiskunfélegyháza, Dózsa György Iskola

- 2001 Adventi Tárlat – Művelődési Központ Kecskemét
- 2002 I. Kortárs Keresztény Ikonográfiai Biennále – Cifrapalota Kecskemét
- 2002 Téli Tárlat 2002 – Kecskeméti Képtár
- 2003 Szabad tér, Kortárs Magyar Szobrászat – Városháza udvara Kecskemét
- 2003 Kis plasztikák – Magyar Képző- és Iparművészek Szövetségének székháza Budapest
- 2004 Ló a képzőművészetben – Cifrapalota Kecskemét
- 2006 Láncra vert szabadság ’56 – Művelődési Központ Kecskemét
- 2012 Műhely Művészeti Egyesület 20 éves évfordulója – Cifrapalota Kecskemét
- 2014 Kecskemét Arcai III. – Konferencia Központ Kecskemét
- 2014 "Hol volt, hol nem volt" – MKISZ székháza Budapest
- 2014 III. Szobrász Biennálé – MKISZ Szentendre
- 2014 Labirintus – MAOE Művészet Malom Szentendre
- 2015 BKK megyei Képző- és Iparművészek Kiállítása – Kecskemét
- 2015 Harmónia, Kortárs Művészek csop. kiáll. – MAOE Művészet Malom Szentendre
- 2016 Szimbólumok, MKISZ Szobrász Szakosztály KIállítása – Csepel Galéria
- 2016 Adventi és tél – KKK Hírös Agóra Kecskemét
- 2017 XXXII. Kecskeméti Tavaszi Fesztivál – KKK Hírös Agóra Kecskemét
- 2017 Hagyomány és Megújulás – Tihanyi Bencés Apátság Galériája, Tihany
- 2017 Magyar Szobrászat Napja, Országos Kisplasztikai Tárlat – Stefánia Palota, Budapest

## Egyéni tárlatok
- 1968 Bálványos Hubával – Városi mozi Kecskemét
- 1969 Vajdasági írótábor – Kanizsa
- 1969 Városi mozi – Kecskemét
- 1970 Bozsó Jánossal – Művelődési központ Tiszakécske, Könyvtár Kalocsa
- 1971 Művelődési központ – Dunapataj
- 1971 Szabó Zsuzsával – Városi mozi Kecskemét
- 1971 Csohány Kálmánnal – Madách Imre Művelődési Központ Vác
- 1971 Kiskun Múzeum – Kiskunfélegyháza
- 1971 Kulturális Kapcsolatok Intézete – Budapest
- 1972 Bozsó Jánossal – Mathiász János Kutatóintézet Katonatelep
- 1972 Bozsó Jánossal – Zodiákus Klub, Esztergom
- 1973 Arany János Művelődési Központ – Nagykőrös
- 1973 Katona József Színház – Kecskemét
- 1974 Művészbarát Klub – Izsák
- 1974 Megyei kórház – Kecskemét
- 1975 Türr István Múzeum – Baja
- 1975 Művelődési ház – Orgovány
- 1975 Katona József Múzeum – Kecskemét

- 1975 Tudomány és Technika Háza – Kecskemét
- 1976 Kiskun Múzeum – Kiskunfélegyháza
- 1976 Déryné Művelődési Központ – Karcag
- 1976 Művészeti Múzeum – Szimferopol
- 1976 Tornyai János Múzeum – Hódmezővásárhely
- 1976 Kecskeméti Főiskola (GAMF) – Kecskemét
- 1976 Kultúrházak (Finnország) – Helsinki, Kemi, Pori, Rovaniemi
- 1976 Szolnoki Galéria – Gyűjteményes Kiállítás Szolnok
- 1977 Helikon Galéria – Budapest
- 1977 Uitz Terem – Dunaújváros
- 1978 Tornyai János Múzeum – Hódmezővásárhely
- 1979 Ember és környezete – Művelődési központ Kecskemét
- 1979 Kulturális központ – Marcali, Kiskunhalas
- 1979 Fémmunkás Vállalat – Kecskemét
- 1979 Megyei művelődési központ – Zalaegerszeg
- 1979 Művelődési ház – Kiskunhalas
- 1980 Arany János Múzeum – Nagykőrös
- 1980 Mozigaléria – Baja
- 1981 Vándorkiállítás – Soltvadkert, Jánoshalma, Kecel, Kiskőrös
- 1982 Vándor Galéria – SZÜV Kecskemét
- 1983 Művészet és a környezetvédelem Walter Péterrel – Kunszentmiklós, Bácsalmás
- 1984 Tudomány és Technika Háza – Kecskemét
- 1984 Ifjúság a környezetért Walter Péterrel – Kertészeti Egyetem Kecskemét
- 1984 Ember és környezete Walter Péterrel – Kecskemét

- 1985 Szinte Gáborral – Dózsa György Művelődési Központ Budapest
- 1985 Móra Ferenc Művelődési Központ – Kiskunfélegyháza
- 1985 ART Hotel – Zalakaros
- 1986 Gyűjteményes kiállítás – megyei művelődési központ Kecskemét
- 1986 Lengyel–Magyar Baráti Társaság Székháza – Tarnow
- 1987 Művelődési központ – Zalaegerszeg
- 1988 Petőfi Sándor Kultúrterem – Aszód
- 1988 Kirakat Galéria – Baja
- 1992 Móra Ferenc Művelődési Központ – Kiskunfélegyháza
- 1996 Platán Iskola – Kiskunfélegyháza
- 2000 Kisgaléria – Kalocsa
- 2003 Retrospektív kiállítás – megyei művelődési központ Kecskemét
- 2004 Gyűjteményes kiállítás – Kiskun Múzeum Kiskunfélegyháza
- 2006 Katona József Könyvtár – Kecskemét
- 2007 Környezetféltő kiállítás, Bahget Iskanderrel – Hetényegyháza
- 2008 Környezetféltő kiállítás, Bahget Iskanderrel – Nagykőrös
- 2008 Környezetféltő kiállítás, Bahget Iskanderrel – Soltvadkert
- 2009 Környezetféltő kiállítás, Bahget Iskanderrel – Kecel
- 2009 Óbudai Kulturális Központ – Budapest
- 2010 Kiállítás Bahget Iskanderrel és Gyalai Bélával – Tiszakécske
- 2012 Jubileumi kiállítás – Petőfi Sándor Városi Könyvtár Kiskunfélegyháza

- 2012 Kortárs Művészeti Műhelyek galériája – Kecskemét
- 2017 Retrospektív Kiállítás, Kápolna Galéria – Kecskemét
- 2017 Visszatekintő kiállítás, Városi Könyvtár – Kiskunfélegyháza

## Díjak
- 1962 Országos Fegyveres Erők Képzőművészeti Pályázata – I. díj, Budapest
- 1970 Tavaszi Tárlat – Nívódíj, Szolnok
- 1970 Téli Tárlat – Nívódíj, Kecskemét
- 1971 Vadászati Világkiállítás – Képzőművészeti Tárlatának Díja, Budapest
- 1976 Téli Tárlat – Megyei Tanács Díja, Kecskemét
- 1979 Fémmunkás Vállalat – Ösztöndíj, Kecskemét
- 1980 Mezőgazdaság a művészetben – Különdíj, Budapest
- 1981 Nyári Tárlat – Különdíj, Szeged
- 1981 Régi és új Kecskemét, Látkép – Művészeti Díj, Kecskemét
- 1981 X. Nemzetközi Kodály Zoltán Centenárium, Emlékplakett – Nívódíj, Kecskemét
- 1982 Téli Tárlat – Nívódíj, Kecskemét
- 1983 Petőfi a képzőművészetben – III. díj, Kiskőrös
- 1983 VI. Nemzetközi Humor és Szatíra Biennále – Nagydíj, Gabrovo
- 1983 Békekonferencia – Elismerő oklevél, Prága, Párizs (UNESCO-palota)
- 1984 Téli Tárlat – Megyei Tanács Díja, Kecskemét
- 1985 X. Kiskun Napok – Pro Urbe kitüntetés, Kiskunfélegyháza

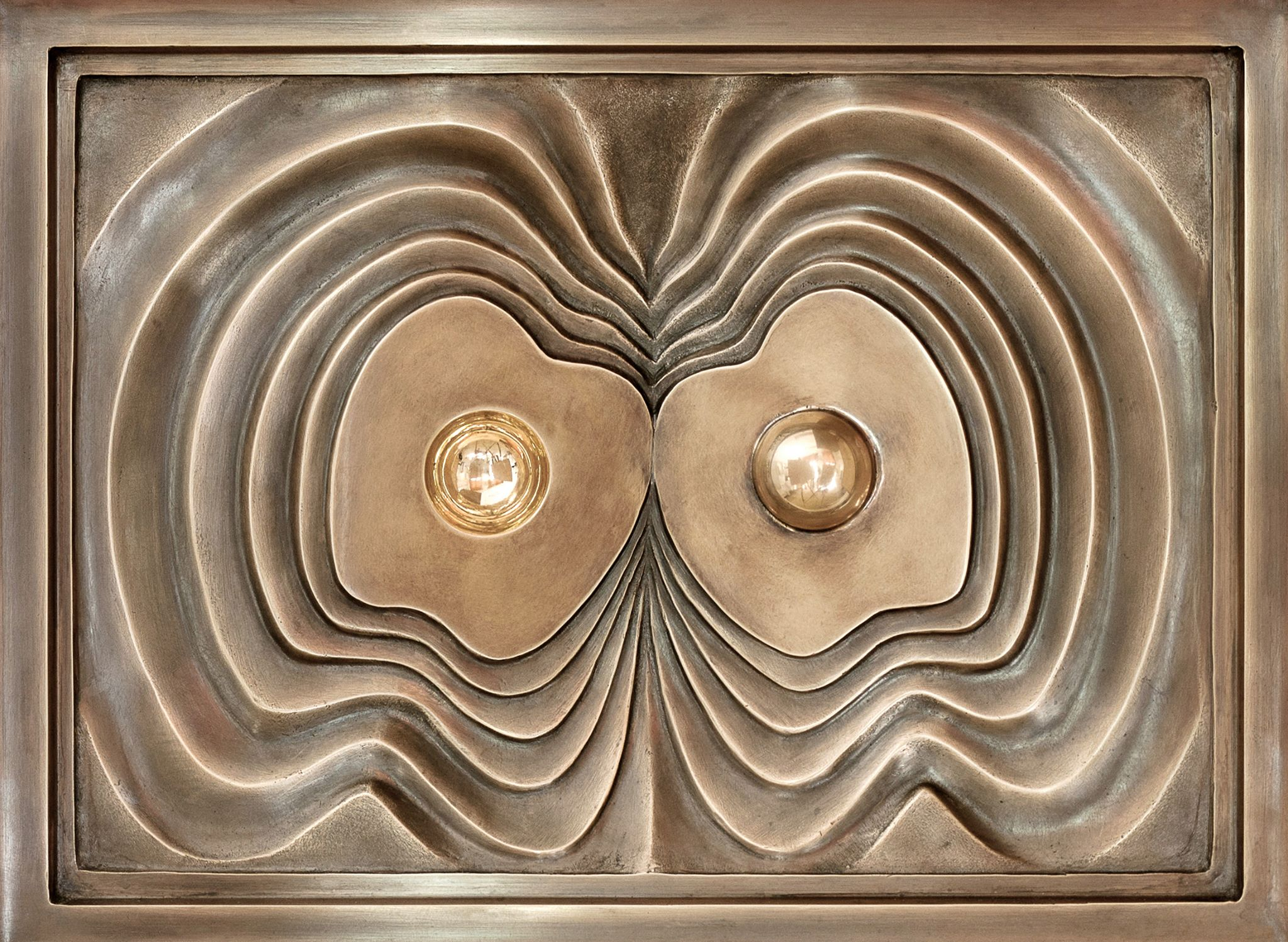
Misztérium, bronz dombormű (1995)

- 1985 VII. Nemzetközi Humor és Szatíra Biennále – I. díj, Gabrovo
- 1985 Arcok és Sorsok V. Országos Portré Biennále – II. díj, Hatvan
- 2003 Négy évtized munkái, Retrospektív kiállítás – Elismerő oklevél, Kecskemét
- 2012 Katona József Díj
- 2013 Prima Díj
- 2017 Petőfi Emlékérem – Kiskunfélegyháza
- 2017 Magyar Arany Érdemkereszt – Budapest
- 2021 Munkácsy Mihály-díj[3]

## Megbízások (válogatás)
- 1968 600 éves Kecskemét /bronz emlékplakett/ Kecskemét, Városi tanács
- 1971 Ököllel áttört rács /vörösréz térplasztika/ Orgovány, Művelődési központ
- 1971 A Festő I. /bronz kisplasztika/ Budapest, Kulturális Minisztérium
- 1971 Kiáltvány /platinázott gipsz/ Kiskunfélegyháza, Városi tanács
- 1971 Keresztesi Ferenc /márvány síremlék/ Kiskunfélegyháza, Felső temető

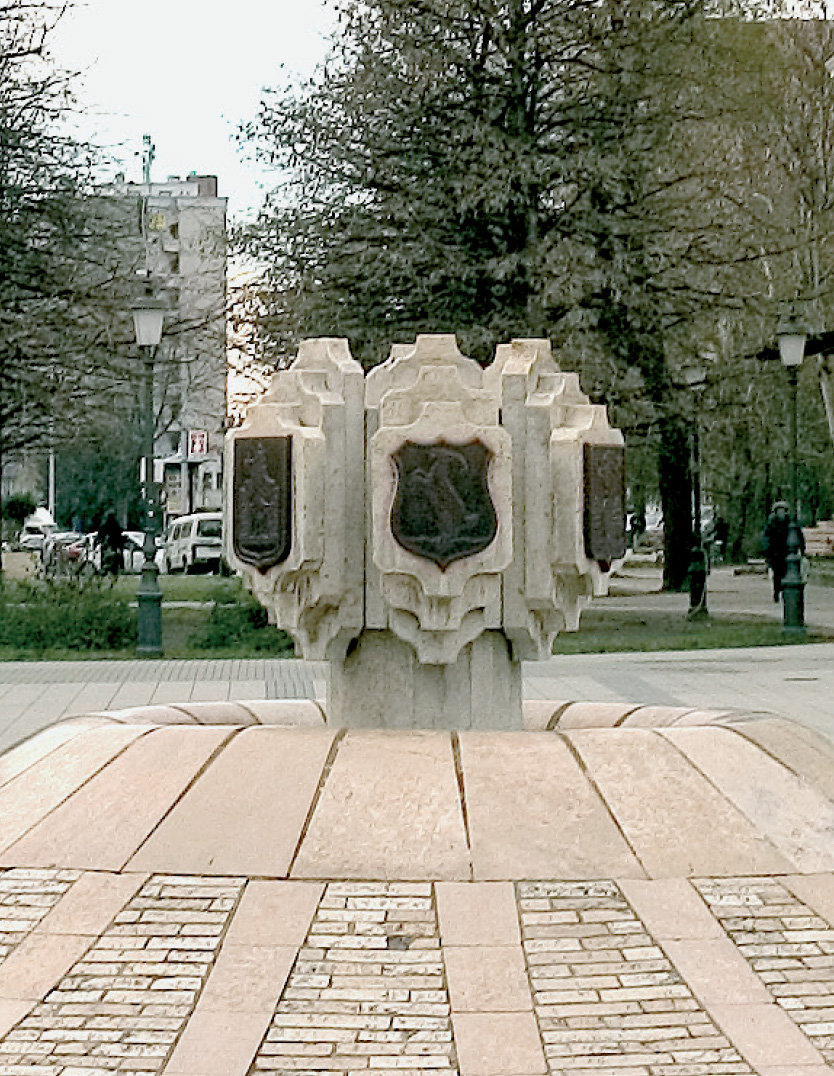
Iránydomb, Kecskemét, főtér

- 1972 Vágó Béla /mészkő mellszobor/ Kecskemét, Szoborsétány (áthelyezve)
- 1972 Erdei Ferenc /gipsz mellszobor/ Harta, Irodaház
- 1973 Erdei Ferenc /bronz arcmás/ Kertészeti Egyetem, Budapest
- 1973 Petőfi Sándor /bronz mellszobor/ Kecskemét, Főtér (áthelyezve)
- 1973 Erdei Ferenc /bronzportré/ Kecskemét, Kertészeti Főiskola
- 1974 Mártíremlékmű /bronz dombormű/ Lakitelek, Kálváriadomb (áthelyezve)
- 1978 Reile Géza /síremlék, Farkas Gáborral/ Kecskemét, Köztemető
- 1980 Mészöly Gyula /bronz mellszobor/ Kecskemét, Zöldségkutató intézet
- 1982 Régi és Új Kecskemét /bronz dombormű/ Kecskemét, Városháza
- 1982 Kodály Zoltán /bronz emlékplakett/ Kecskemét, Kodály Intézet
- 1982 Kórus /bronz emlékplakett/ Kecskemét, Kodály Intézet
- 1982 Térplasztika /márvány/ Kecskemét, Megyei kórház
- 1982 Sugárzás I., II., III. /alumínium dombormű/ Kecskemét, Megyei kórház
- 1984 Címerdomb /bronz és mészkő, Farkas Gáborral)/ Kecskemét, Főtér
- 1984 Dr. Holló József /bronz dombormű/ Kecskemét, Megyei kórház (áthelyezve)
- 1984 Leányakt /bronzszobor/ Zalakaros, Termálfürdő
- 1985 Sugárzás I., II., III. /beton dombormű/ Zalakaros, ART Hotel
- 1985 Kossuth Lajos /bronz mellszobor/ Kiskunfélegyháza, Blaha Lujza tér
- 1985 Petőfi Sándor /bronz mellszobor/ Kiskunfélegyháza, Blaha Lujza tér
- 1985 Termékenység /bronzszobor/ Kecskemét, Kertészeti Főiskola

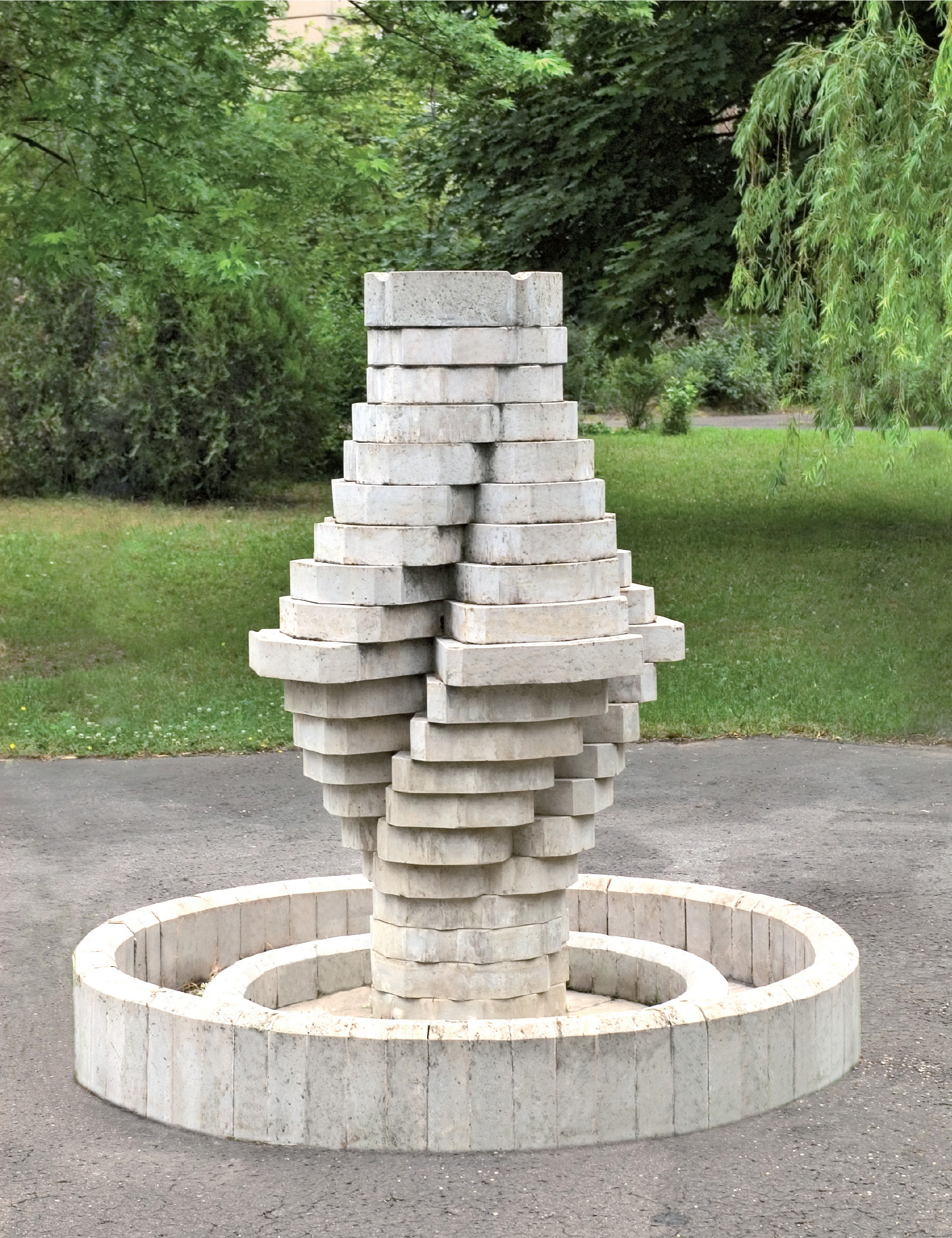
Szökőkút, Kecskemét, Egészségügyi Centrum

- 1985 Pingvinek /bronzszobor/ Budapest XVII. kerület
- 1985 Képíró Zoltán /bronz síremlék/ Budapest, Kispesti temető
- 1985 Kislányakt /bronzszobor/ Kiskunmajsa, Termálfürdő
- 1986 Petőfi Sándor /bronz mellszobor/ Tarnow, Lengyelország
- 1986 Erdei Ferenc /bronzportré/ Gödöllő, Agráregyetem
- 1986 Széchenyi István /bronz dombormű/ Budapest, Széchenyi István Gimnázium
- 1986 Molnár Erik /bronz emléktábla/ Budapest XI. ker. Molnár Erik utca
- 1987 Dr. Csáki Frigyes /bronz mellszobor/ Kecskemét GAMF, szoborpark
- 1987 Sugárzás (5 db kicsi) /bronz dombormű/ Kecskemét, volt Megyei tanács
- 1988 Anyaság /bronz dombormű/ Baja, Kórház
- 1989 Szökőkút /mészkő/ Kecskemét, Margaréta Otthon
- 1990 Sugárzás (nagy) I. II. III. /műkő dombormű/ Kecskemét, Teszöv-székház
- 1991 Kossuth Lajos /bronz mellszobor/ Orgovány
- 1991 Dr. Ladányi Lajosné síremléke /bronz dombormű/ Kecskemét, Köztemető
- 1992 Petőfi Sándor /bronz emlékmű/ Viborg, Dánia
- 1998 Széchenyi István /bronz dombormű/ Kiskunfélegyháza, Móra-gimnázium
- 1998 Biztonságban /bronzszobor/ Kiskunfélegyháza, Pihenőpark
- 1998 Gáspár András /bronz dombormű/ Kecskemét, Fecske utca
- 1999 Kórus /bronz kisplasztika/ Kiskunfélegyháza, Petőfi Sándor Szakközépiskola
- 2001 Kentaur /bronz kisplasztika/ Kiskunfélegyháza, Kiskun Múzeum
- 2001 Lófej /bronz/ Hetényegyháza, Lovasiskola
- 2002 Anyaság II. /bronz dombormű/ Kecskemét, E.ü. centrum
- 2005 Kossuth Lajos /bronz mellszobor/ Kiskőrös, Főtér
- 2005 Világunk /bronz dombormű/ Kiskunfélegyháza, Dózsa György iskola
- 2008 Megváltó /patinázott gipsz/ Kiskunfélegyháza, Kalmár-kápolna
- 2013 Biztonságban /bronz szobor/ Kecskemét, Katona József Könyvtár
- 2014 II. Rákóczi Ferenc /bronz dombormű/ Kiskunfélegyháza, József Attila Általános Iskola
- 2014 Kada Elek /bronz mellszobor/ Kecskemét, Főtér
- 2014 A Szív /márvány térplasztika/ (felújítás, áthelyezés) Bács-Kiskun Megyei Kórház
- 2017 II. Rákóczi Ferenc/bronz dombormű/ Kecskemét, Rákóczi út
- 2017 Kórus /bronz szobor/ újraavatása, Kiskunfélegyháza, Szent Benedek Gimnázium

## Publikáció
- Kisplasztikák. Válogatás harminc év műveiből; s.n., Kecskemét, 1998
- Domborművek. Válogatás harminc év műveiből; s.n., s.l, 2002
- Gondolatok, szobrok, évek. Válogatás az életműből / A selection from the oeuvre; szerzői, Kecskemét, 2012
  - Az életműkötetben első kézből, autentikusan ismerhető meg az életmű. Az olvasóbarát könyvben az alkotások bemutatásán túl a szobrászat kérdéseivel is foglalkozik, és közre adja érdekes történeteit és reflexióit is.